# Málráðið
Der Málráðið (färöisch für Sprachrat) ist eine offizielle Organisation zur Regelung der färöischen Sprache. Sie entstand 2013 als Nachfolger des Føroyska málnevndin (Färöischer Sprachausschuss, FMN), der im April 1985 gegründet und 2012 aufgelöst wurde.

## Føroyska málnevndin (1985–2012)
Der Føroyska málnevndin wurde 1985 gegründet,. Seine Aufgaben waren die Sammlung neuer färöische Wörter, bei der Auswahl und Bildung neuer färöischer Wörter und Begriffe zu helfen und auf Sprachfehler zu achten, um deren Einprägung zu verhindern.
Der Føroyska málnevndin informierte und beriet die Regierung, Firmen und Individuen und beantwortete Fragen zur färöischen Sprache, seine Entscheidungen waren jedoch nicht bindend. Im entsprechenden Løgtingsgesetz war außerdem geregelt, dass der Føroyska málnevndin mit den Medien auf den Färöern kooperiert, da sich dort Sprache verbreitet, neue Begriffe durchsetzen und falscher Sprachgebrauch festgestellt und kritisiert werden kann.
Der Føroyska málnevndin hatte seinen Sitz in der sogenannten Málstovan („Sprach-Stube“) innerhalb der Färöischen Fakultät (Føroyamálsdeildin) der Universität der Färöer in Tórshavn und unterstand dem Kulturminister der Landesregierung der Färöer. Er bestand aus fünf Personen, die alle vier Jahre vom Kulturministerium ernannt wurden. Dies geschah auf Vorschlag der Färöischen Fakultät der Universität, der Nationalen Schulverwaltung, des Färöischen Lehrerverbandes und des Schriftstellerverbandes der Färöer. Entsprechend repräsentierten die Mitglieder diese jeweiligen Institutionen. Der färöische Sprachrat entsandte auch einen assoziierten Vertreter in den Nordischen Sprachrat des Nordischen Rates.
Das Färöische Sprachkomitee hielt seine letzte Sitzung am 3. Dezember 2012 ab. Sein letzter Vorsitzender war Jógvan í Lon Jacobsen.

### Publikationen desFøroyska málnevndin
Neben der Website fmn.fo und dem Rundbrief Orðafar (bis 2002) erschienen:
- Jóhan Hendrik W. Poulsen: Nøkur teldorð (1985, 2. Ausg. 1990. Computerbegriffe, wurden auf der Website aktuell gehalten)
- Jóhan Hendrik W. Poulsen: Fólkanøvn: Úrval til leiðbeiningar (1989, Personennamen).
- Jeffrei Henriksen: Mál- og bókmentaorðalisti (2003, Glossar zur Sprach- und Literaturwissenschaft)

## Málráðið(seit 2013)
Am 1. Januar 2013 trat an die Stelle des Føroyska málnevndin der neu gegründete Málráðið. Er war gegenüber seinem Vorgänger neu strukturiert worden in ein elfköpfiges Kuratorium und einen Exekutivausschuss aus fünf gewählten Mitgliedern und mit erweiterten Befugnissen ausgestattet. Eine seiner Aufgaben war die Herausgabe eines einheitlichen färöischen Rechtschreibwörterbuchs.
Neben den früheren Aufgaben des Schutzes der färöischen Sprache, der Sammlung neuer Worte und Betonungen, der Unterstützung bei der Bildung von Neologismen  ist er auch befugt, bindende Entscheidungen zu Sprachfragen zu fällen. Erstmals intervenierte er schon im Jahr 2013 in dieser Weise und unterband die Aufnahme der Buchstaben c, w, x und z in das färöische Alphabet.